# Herrschaft Adelsreuth

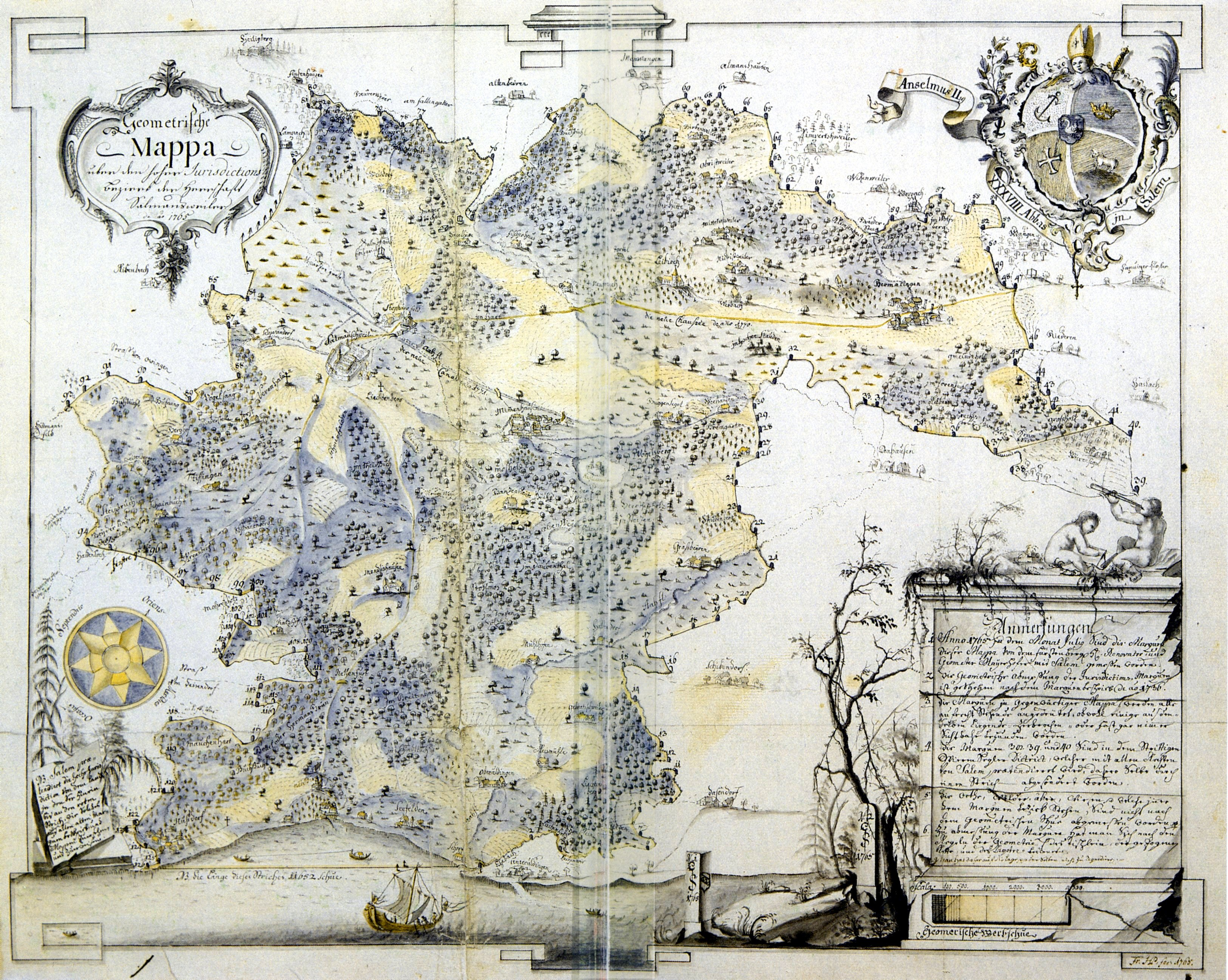
Salemer Landbesitz um 1765

Die Herrschaft Adelsreuth mit Sitz in Adelsreute, heute ein Stadtteil von Ravensburg in Baden-Württemberg, gehörte lange Zeit der Reichsabtei Salem. 
Im Rahmen der Säkularisation im Jahr 1802/03 kam die Herrschaft Adelsreuth an die Markgrafschaft Baden.